# رواسب برية

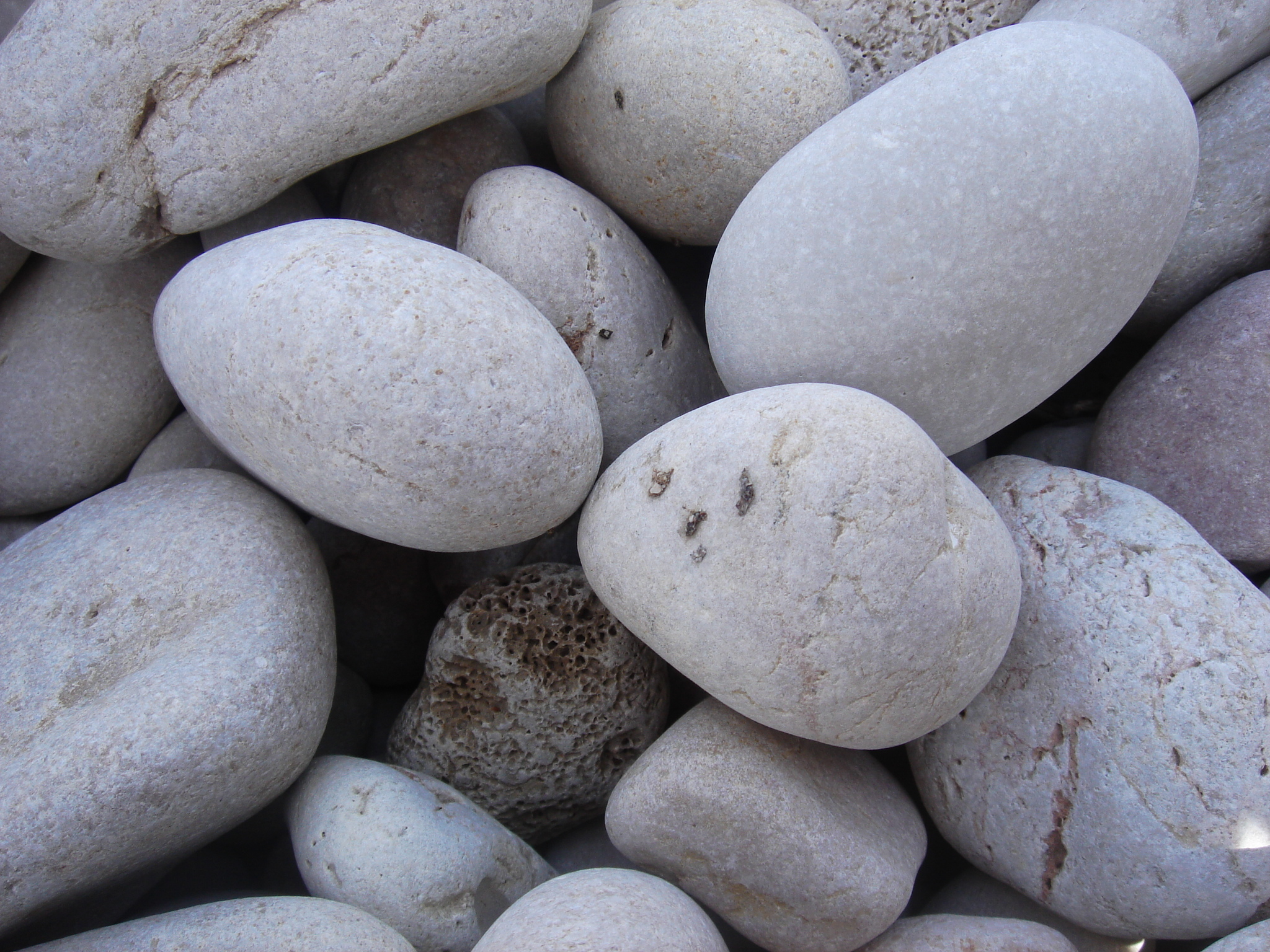
الرواسب البرية

الرواسب البرية  في علم المحيطات هي الرواسب الي تتوضع في قاع المحيطات والبحار والتي يكون أصلها ناشئ من تجوية الصخور على البر. تتألف تلك الرواسب من الرمل والوحل والطمي؛ وتصل إلى البحار والمحيطات عبر النقل النهري، وينحصر مدى انتشارها إلى الرف القاري.